# Солёная (нижний приток Верхней Терсы)
Солёная (укр. Солона) — река на Украине, по территории Вольнянского и Новониколаевского районов Запорожской области.

## География и гидрология
Длина реки — 45,5 км, площадь водосборного бассейна — 365 км². Русло слабоизвилистое (в низовьях более извилистое), шириной до 5 м, местами пересыхает. Построено несколько прудов. Берёт своё начало возле села Солёное, течет в юго-восточном направлении, где впадает в реку Верхнюю Терсу возле села Нововикторовка.

## История
Такое название реки часто связывают с тем, что по её течению почвы часто переходят в солончаки. К тому же вода в некоторых местных колодцах и в самой реке имеет горьковатый, солоноватый привкус, то есть она насыщена солями.
Ещё одна народная версия связывает название реки с тем, что этой местностью в древности проходил Соленый (Соляной) путь — дорога, по которой чумаки везли соль, а на берегах этих небольших рек отдыхали. Таким образом, название реки Соленая вписывается в гидронимики этой географической зоны. Реку, которая показывала дорогу к соляным местам, люди могли назвать Соленой.